# Simbología y adoración del fuego

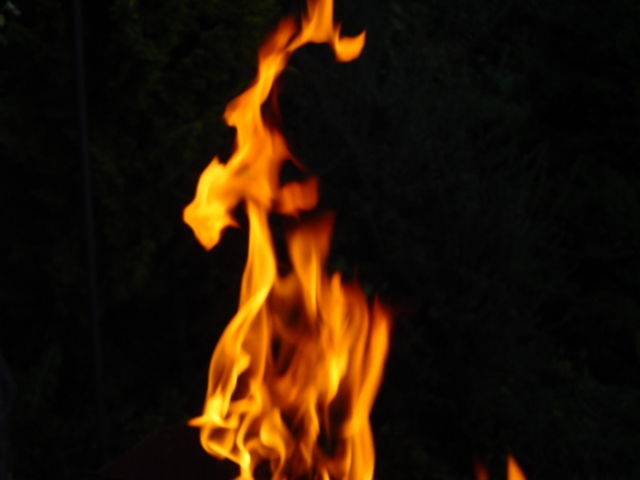
El fuego fue adorado por casi todos los pueblos de la Edad Antigua.

La adoración del fuego es la acción de rendirle culto a este elemento, considerándolo sagrado en sí mismo o bien, representante de alguna divinidad. La veneración al fuego fue el rasgo característico de casi todos los pueblos de la Antigüedad junto con el culto al Sol, de quien no puede fácilmente disociarse, ya que los dioses solares a veces también lo eran del fuego. En la mayoría de las culturas se registran rituales, leyendas, pinturas, toda clase de escritos y representaciones artísticas para su detección.
La simbología del fuego, en cambio, describe los diversos significados e interpretaciones atribuidos en las religiones, en las diversas culturas y en los rituales. En el esoterismo, en la alquimia y en la astrología se le es concedida una gran importancia para el ser humano.

## Motivos de adoración
De acuerdo a diversos especialistas, desde siempre la religión primitiva tuvo un origen biológico, un desarrollo evolucionario natural, aparte de las asociaciones morales y de toda influencia espiritual.
En el caso del fuego, es fácil suponer los motivos de su adoración. Básicamente, se le rendía culto por la fascinación que este provocaba y por su origen desconocido, lo que impactó a casi todos los pueblos primitivos. Se piensa que el culto al fuego surgió en la prehistoria, más exactamente en el paleolítico medio (150.000 a. C. - 40.000 a. C.), con la aparición del Homo Neardenthalensis.
Se presume además que, en los períodos de prolongadas lluvias, donde todo el fuego de la aldea se encuentre extinto, se hubiese carecido de dicho elemento durante meses y tal vez hasta años. En tal caso, es seguro que la persona que haya logrado devolverlo a la aldea sería considerada como un héroe. A partir de ese punto, se interpreta que el fuego fue sinónimo de salvación, protección y alimento, es esa la causa del elaborado culto que se le rindió más tarde.

## Leyendas y rituales

### Mitología grecorromana

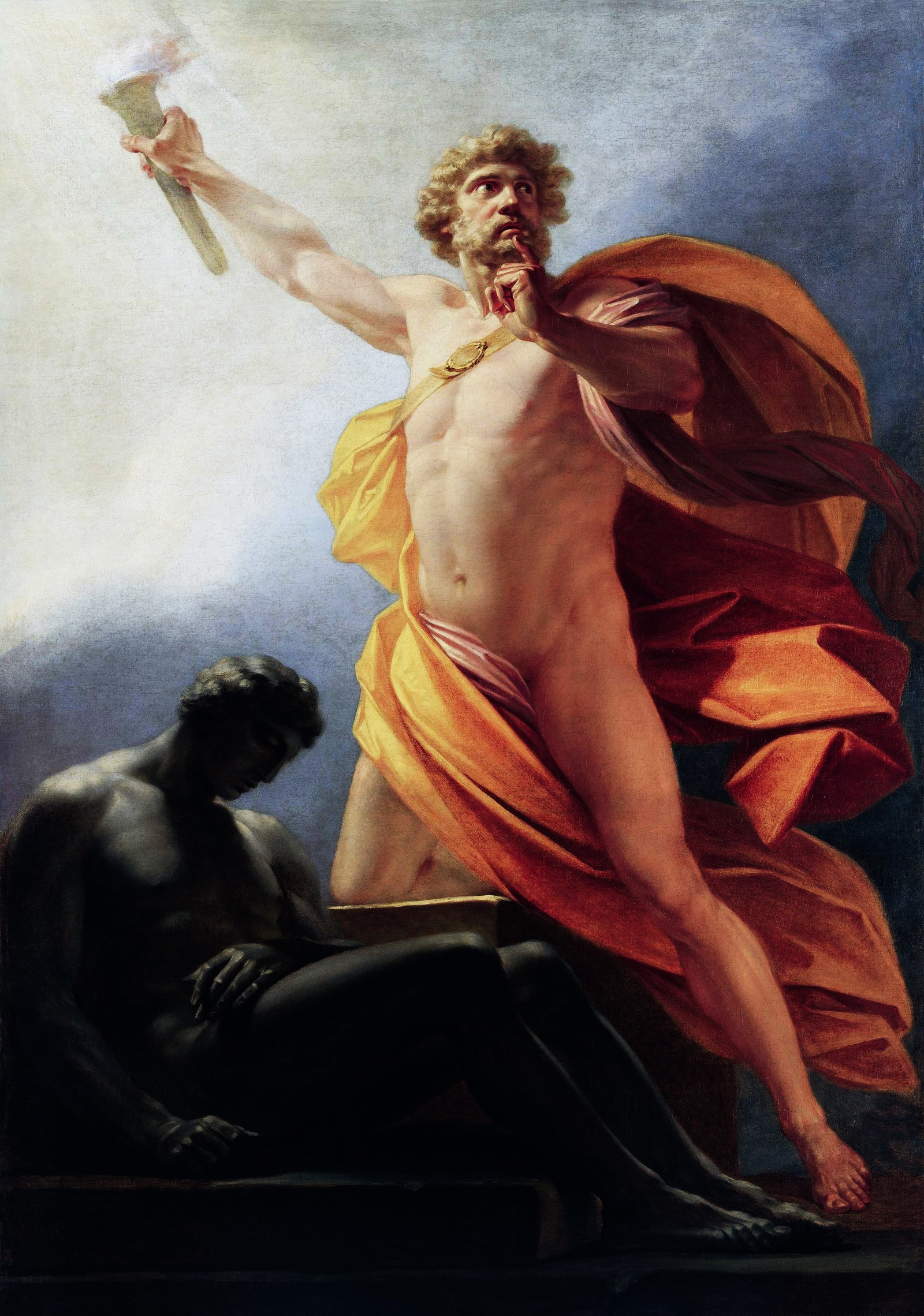
Representación artística de Prometeo, llevándole el fuego a la humanidad.

En la mitología griega, el mito que explica el origen del fuego es el mito de Prometeo, un titán hijo de Japeto y Climene, cuyo nombre, en griego, significa Vidente.
Según este mito, Prometeo, quien disfrutaba de encolerizar a Zeus, creó a los seres humanos con arcilla mojada por sus lágrimas. La diosa Atenea, su hija, al ver sus creaciones decidió otorgarles el don de la sabiduría. Pasado un tiempo, el hijo de titanes les enseñó a hacer sacrificios a los dioses, a navegar y a cultivar y pastorear ganado, además de a controlar el fuego.
En cierta ocasión estalló una disputa sobre qué parte de la víctima de un sacrificio correspondía a los dioses y cuál a los humanos. Prometeo, elegido juez, hizo dos bolsas con el pellejo del animal, en una depositó su carne tapada por las vísceras y en la otra puso los huesos cubiertos con la grasa atractivamente colocada. Entonces, le pidió a Zeus que eligiera una de ellas. Éste seleccionó la de huesos, pues le pareció la más atractiva, pero cuando se dio cuenta del engaño, arrebató el fuego a los hombres.
Prometeo, enojado, decidió tomar un poco del fuego sagrado olímpico para entregárselo a la humanidad, con un tallo de cañaheja. Luego de esto, partió hacia la Tierra con el carro de Helios, el dios solar, para cumplir su noble propósito. Cuando Zeus vio lo que el titán había hecho, creó a una mujer llamada Pandora, a la cual todos los dioses dotaron con sus habilidades, e incluso sembraron en ella la semilla de la maldad. Le otorgaron una caja que supuestamente contenía muchos presentes para Prometeo, aunque en realidad en su interior se reunían todas las desgracias inimaginables. Pandora acudió a la Tierra para intentar seducir a Prometeo y a su hermano Epimeteo, pero mientras el primero se mantuvo impasible, el segundo no se resistió a sus encantos. Pandora finalmente abrió la caja y de allí salieron todos los males y la muerte. Entonces, Zeus decidió enviar un Diluvio para dejar la Tierra libre de seres vivientes; y, como castigo, colocó a Prometeo en la cima de una montaña donde un águila le comía el hígado.
La cultura griega veneraba a dos dioses del fuego: Hestia (en la mitología romana, Vesta) y Hefestos (Vulcano). La primera era además la diosa del hogar, quien protegía a los niños pequeños y a las vírgenes. Hefestos, en cambio, era un dios herrero, el más habilidoso del Olimpo. Este último era un dios hijo de Hera y Zeus, pero, según Hesíodo, de Hera solamente. Se lo consideraba un dios de los metales, además del fuego. Él fue llamado por Zeus para atar a Prometeo en la cima de aquella montaña, acataba toda orden suya aun cuando no estuviera de acuerdo. De sus muchas uniones amorosas, la más destacable fue la que tuvo con Cabiró, hija de Proteas, de la cual surgieron los Cábiri, que eran las deidades del fuego. Generalmente, este dios era venerado junto a Atenea, patrona de las bellas artes, la inteligencia y la guerra; y entre las festividades en su honor se destacaba la Hefestia, una procesión enorme de la cual participaban las poblaciones de Lemnos, Frigia, Carea y Licia y se llevaba a cabo cada cinco años. En el ágora de Atenas existía un templo dedicado a este dios, llamado Tisíon. En las danzas que solían celebrarse para él los bailarines simulaban cojear, ya que esta deidad quedó renga luego de una de sus caídas desde el monte Olimpo.
Hestia o Vesta por su parte, era venerada como la Diosa del Fuego del Hogar. Según la mitología, era la única diosa que se mantenía totalmente en el anonimato, sin intervenir en ninguna disputa divina del Olimpo, rechazando cualquier tipo de invitación amorosa y dispuesta a permanecer virgen pese a todo. Esta pacífica diosa es hija de Cronos y Rea y hermana mayor de Zeus. Se supone que es la más antigua personificación de la Madre Tierra y del fuego que arde en las entrañas de esta, como así Hefesto es una personificación del fuego de los volcanes (de ahí su nombre romano, Vulcano). Además de proteger los hogares de todo tipo de desastres, esta diosa protegía a cada ciudad griega en particular. Se dice que cuando juró permanecer siempre virgen tocándole la cabeza a Zeus, éste le concedió habitar en el centro de la Tierra, es por eso que se la asocia muy seguidamente con la isla de Delfos, llamada también Omphailón, el Ombligo del mundo. Cada vez que se empezaba una oración, se invocaba en nombre de Hestia, y al finalizarla, se procedía de igual manera, solicitándole la protección de la casa.
Si bien en Grecia, se le concedió su debida importancia pero no demasiada, en Roma era adorada como la diosa protectora de la humanidad en su conjunto, la protectora de los hogares y del fuego sagrado de Roma, representante además de su bienestar, la res publica. Existía en Roma un templo en su honor, denominado Aedes Vestae, donde ardía el fuego sagrado, representación del fuego que ardía en el pecho de los hombres por acción de Vesta. El origen del fuego que ardía en este templo se remonta a mucho antes, incluso hasta la prehistoria, cuando existía un "fuego comunitario", en latín focus publicus que era protegido por un grupo selecto de la comunidad, en el caso de la mitología grecorromana, las sacerdotisas o vírgenes vestales. Este fuego tenía la función de servir como reemplazo del fuego hogareño cuando éste se apagaba, pues en la Antigüedad, encender un fuego era una tarea sumamente dificultosa. A medida que las sociedades fueron evolucionando, el focus publicus dejó de ser una fuente de obtención de fuego para preparar los alimentos y calentarse en la noche, sino que pasó a ser un sinónimo de hogar y familia, por lo menos eso ocurrió con las sociedades griega y romana.
Se dice que las custodias del fuego sagrado, que si se apagaba podía ocasionar desgracias para Roma, eran las vírgenes o sacerdotisas vestales. Estas eran elegidas cuando tenían entre siete y diez años y no contaban con ningún defecto físico, ni ningún tipo de imperfección. Al principio, cuando las primeras vestales fueron elegidas por Eneas, éstas procedían de familia aristócrata, pero más tarde, cualquier niña hija de romanos que poseyeran una ocupación honrada podía llegar a serlo. La casa donde habitaban tenía el nombre de Aedes Vestae y era uno de los edificios más lujosos de Roma. Las vestales podían servir en el templo de la diosa del fuego durante treinta años: los primeros diez como discípulas, los siguientes como protectora de la llama y los últimos como tutoras de las vestales más jóvenes. Pasadas estas décadas, podían contraer matrimonio si así lo deseaban, aunque la mayoría de ellas prefería habitar allí, donde eran tratadas con el mayor cuidado y vivían rodeadas de lujo. Ellas debían permanecer siempre vírgenes, imitando el ejemplo de Vesta, quien nunca renunció a su pureza. Si una sacerdotisa no cumplía con sus votos, se la mataba de formas muy crueles.

### Mitología celta
En la mitología celta, por otra parte, la diosa del fuego era conocida como Brigit, quien también era la diosa del arte, la poesía y la tierra. Ella también era la encargada de proteger los rebaños y a las mujeres jóvenes, encargándose sobre todo de proteger a los niños más pequeños.
Según un escrito celta titulado Libro de las invasiones, esta diosa guerrera era hija de Dagda, rey de los Tuatha de Danann, antigua tribu de seres feéricos que habitaba el territorio geográfico de los celtas antes de que los humanos llegaran allí.
El nombre Brigit procede de la raíz celta Brigi, que significa grandeza, admiración, poder. Se entiende entonces, que su nombre significa "la más grande". Se la llamaba "la excelsa" y se la simbolizaba con una antorcha encendida.
Cuando los evangelizadores llegaron a Irlanda, absorbieron muchas de las leyendas y mitos celtas, adaptándolos para enseñar su religión a los habitantes de dicha tierra. En muchos casos, algunas hazañas de los héroes de su mitología fueron atribuidas a santos. Tal es el caso de Brigit, quien fue transformada en Santa Brígida de Irlanda. Se cuenta que Santa Brígida, quien se supone que fue un personaje histórico que vivió entre los años 450 y 523 después de Cristo, multiplicó cierta vez la comida disponible en un salón, y podía ordeñar cuantas veces necesitase la misma vaca para producir alimentos aparte de realizar muchos otros prodigios. Sin embargo, al enterarse las autoridades eclesiásticas del origen pagano de Santa Brígida en el siglo XIII, se escogió a San Patricio como el santo patrono de Irlanda.
El principal ritual en honor a Brigit es el Imbloc, celebrado todos los primeros de febrero de cada año. En este ritual, asociado a la primavera incluía básicamente una renovación de los fuegos del hogar y una cena donde participaba todo el pueblo celta donde las mujeres usaban sus vestidos nuevos. Luego de esta, se pasaba por las cabezas y los cuerpos de todos los presentes el cinturón de Brigit, simbolizando así el viaje del fuego a todas partes del Universo. Además, se hacía una limpieza de todas las casas, y, al concluirla, el hombre más anciano de la tribu debía introducir su muñeca a través de la puerta. Luego de esto, la mujer más joven debía encender una fogata, para dar inicio así a los cánticos e invocaciones a la diosa.
Otro dios celta del fuego reconocido como tal es Belenos, dios del sol, del fuego y la medicina. Se dice que era el esposo de la diosa Sicrona, y que siempre usaba una armadura de bronce. Esta deidad también es conocida con los nombres de Belinus, Belenos y Belanus, como así con los nombre de Balor y Bile. Además, en Asturias, se lo conoció como Beleño. Posiblemente, su culto dé origen al nombre de la localidad de Belmonte, pero solo es una hipótesis. El nombre Belenos y todas sus variantes significan brillante, resplandeciente. El ritual celebrado en su honor se llamaba Beltayne, y era el ritual de verano por excelencia. En él, celebrado el primero de mayo, se destacan connotaciones sexuales y guerreras. Consistía en una procesión donde el ganado era arreado a través del espacio entre dos hogueras antes de ser llevados a tierras donde pastarían, además de la erección de las llamadas columnas de mayo, postes de madera engrasada alrededor de las cuales los hombres cantaban y bailaban antes de insertarlos en un agujero cavado por las mujeres. Esta costumbre es netamente erótica y tenía como fin el solicitar fertilidad. Las interpretación general que ha recibido esta costumbre es la de la simbolización del acto sexual, en donde el palo representaría al pene, y el agujero, la vagina. En este ritual, todos los participantes; concepto que incluye a toda la población celta, usaban ropas coloridas y hasta disfraces.
El fuego en sí mismo era considerado sagrado por los celtas, y si éste se apagaba en un hogar, era símbolo de que desgracias ocurrirían. Durante la noche era cubierto para protegerlo contra el viento, y si se apagaba por accidente, se lo volvía a encender con madera blanca, símbolo de la pureza. A partir de Navidad, se encendía una fogata en un leño, a la cual se la llamaba Gran Leño o Tizón de Navidad. Según estas antiguas tradiciones, sus cenizas tenían propiedades curativas. En el culto celta llamado druidismo, era tradición cremar a los muertos, encendiendo una hoguera en su honor. En la Galia céltica, era una costumbre muy extendida que el total de los jefes celtas recurrieran al druida mayor a pedirle su fuego (considerado sagrado) para encender los fuegos de cada casa y los necesarios para los rituales como Beltayne e Imbloc.

### Mitología maorí

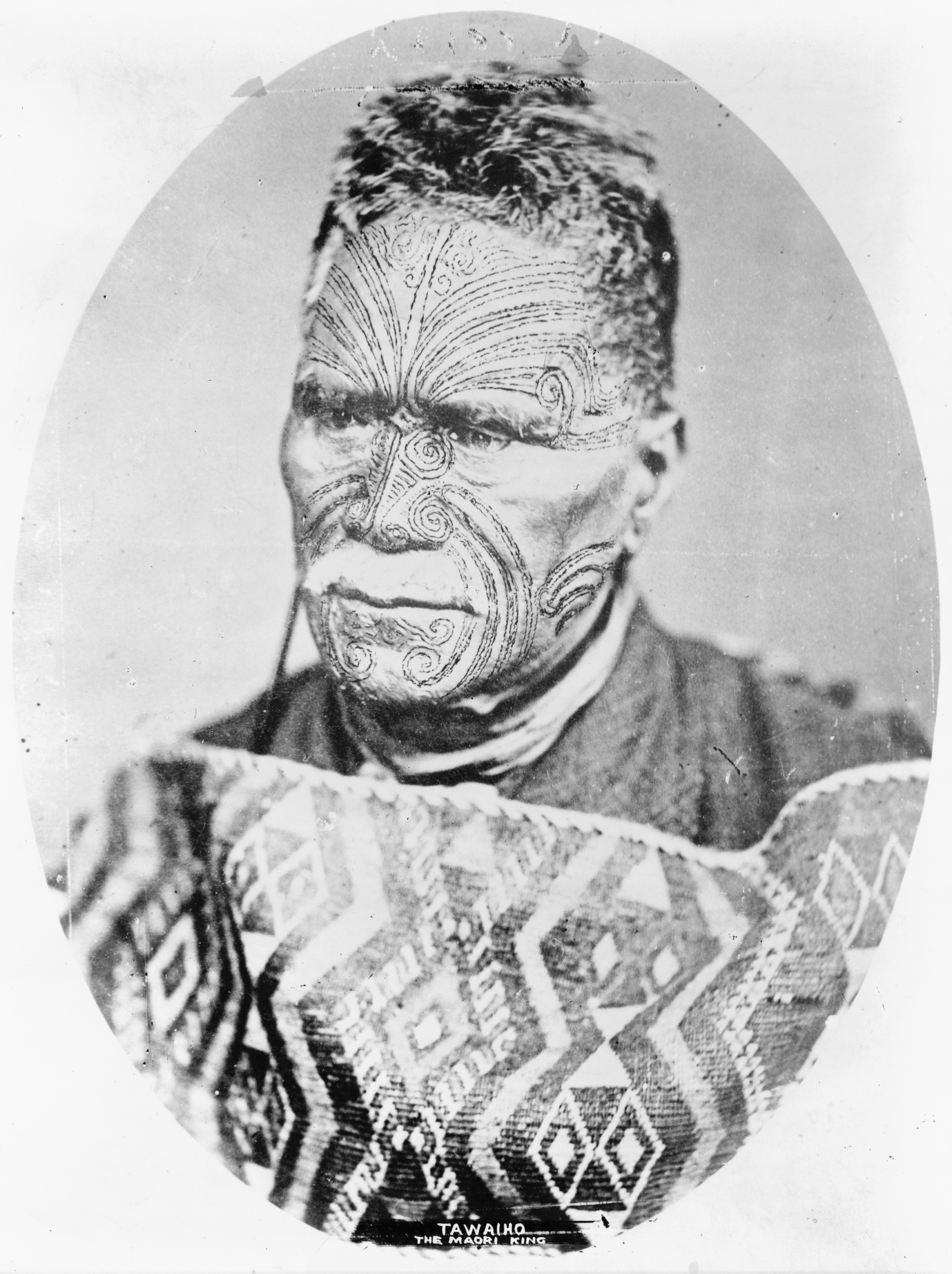
Retrato de un jefe maorí.

Los indígenas de Nueva Zelanda, llamados maoríes, fueron los habitantes originarios de dicho país. Se establecieron allí en sucesivas migraciones, iniciadas hacia el siglo X y concluidas en el XIV, procedentes de la Polinesia oriental (islas Cook, de la Sociedad o incluso Hawái). Se dice que crearon una cultura totalmente independiente de las demás culturas de la Polinesia o de otros archipiélagos, cuyas ideas predominantes eran las de sacrificio, canibalismo y adoración.
Su mitología describe cómo el héroe de su cultura, Maui, bajó del cielo para enseñar a los hombres el arte de hacer fuego con dos pedazos de madera. Él consiguió fuego originalmente a expensas de molestar a la Gallina Celestial, totalmente hecha de fuego, quien en ese entonces estaba protegiendo a sus pollitos. Cuando esta se levantó, robó a uno de ellos y se lo dio a los hombres. Se dice además de este héroe que murió luchando contra la diosa de la muerte.
Los rituales maoríes más llamativos han sido siempre los de adoración a los volcanes, a quienes consideraban sagrados por ser la morada de los dioses. Se ofrecían en los volcanes los animales recientemente sacrificados para apaciguar su ira y saciar su hambre, además se tienen indicios de que ciertas aldeas maoríes hacían pequeñas reproducciones de volcanes con el objetivo de encontrar una mejor forma de comunicación con las deidades de la fuerza, el fuego y el calor.
En las Islas de Fiyi, territorio ocupado por los Sawau, existen todavía hombres capaces de caminar sobre el fuego, que hacen esto con el fin de purificar su alma. Quince días antes de la ceremonia, estos individuos deben separarse de las mujeres y evitar comer coco, un gran sacrificio según sus costumbres. Luego de esto, se debe formar un gran círculo de tres metros de diámetro y de uno de profundidad que más adelante se llenaría con piedras y material combustible, como madera seca. Ocho horas antes de la ceremonia, se enciende el gran fuego que será utilizado con fines de purificación. Con cantos rituales, los hombres avanzan por las piedras ardiendo sin que les suceda nada, aparentemente sin sentir dolor. Luego de esto, se recubre el fuego con hojas de la flora del lugar, y cuatro horas más tarde, con sus cenizas, se prepara una bebida que está reservada solamente a los participantes del ritual.
Este ritual se basa en una leyenda, que cuenta que en la aldea de Navakeisese vivía un sabio que contaba historias llamado Dredre. Para agradecerle su labor, los miembros de la comunidad Sawau le traían regalos. Una vez, al preguntarle qué le gustaría que le trajeran, pidió que fuera lo primero que encontraran cuando fueran a cazar. Uno de los guerreros fue a cazar anguilas gigantes en un pantano. Encontró lo que pensaba que era una anguila, y al extraerlo, tomó la forma de una divinidad. El guerrero pensó que sería muy buen regalo para Dredre. El espíritu, para escapar de su cautiverio, le ofreció todo tipo de regalos. Pero el hombre no se dejaba tentar. Hasta que la divinidad reunió varias piedras, lanzó sobre ellas una llamarada, y cuando estaban incandescentes le dijo al guerrero: "acércate sin miedo. Tienes el don de caminar encima del fuego". El hombre al hacerle caso comprobó que era verdad, y desde ese día, se dice que todos los hombres de la tribu de los Sawau tienen ese poder.
En la cultura maorí existe además una danza acompañada de cantos de guerra, el Haka, que se usaba en varias ceremonias y antes de cualquier enfrentamiento bélico. Es muy posible que en ellos se intentase venerar a este elemento, y solicitarle que los proteja y les dé la victoria en cualquier empresa y batalla.

### Mitología persa
Los persas son una rama de la familia de los pueblos arios, pertenecientes a la rama indoirania. En un principio eran nómadas, habitantes de las estepas del Asia central que emigraron hacia la meseta iraní en el año 1000 a. C., mientras que otros pueblos como los medos, los partos o los escitas efectuaban movimientos similares.
Algunas de estas tribus persas se hicieron sedentarias, mientras que otras continuaron con su vida nómada. Los que se asentaron adoptaron costumbres urbanas del Asia Occidental, especialmente cuando Ciro (559-530 a. C.) empezó a conquistar Elam, Asiria y Babilonia. Los otrora nómadas se convirtieron en jefes de un imperio multiétnico cosmopolita que iba desde el Mediterráneo hasta el Oxus y el Indo.
Un tiempo antes de la llegada de Ciro a esas tierras, en la región se destacó un sacerdote y profeta llamado Zaratustra, conocido como Zoroastro en Grecia. Este aproximó el sistema religioso al monoteísmo: Ahura Mazda era el supremo Sabio Señor del zoroastrismo, nombre que recibió esta clase de religión, aunque en ella el Bien y el Mal fueran conceptos completamente disociados, recibiendo los nombre de Pensamiento Sagrado y Pensamiento del Mal respectivamente.
En el zoroastrismo, el fuego era de gran importancia, ya que era considerado uno de los elementos más sagrados. Su culto y el uso de la planta tóxica haoma (la efedra) se remontan a la fase más temprana de la región nómada aria. Adhur, el fuego, fue clasificado en cinco categorías por el estamento sacerdotal sasánida: Atash Bahram, el fuego del templo y del corazón; Vohufryana, el fuego como principio vital en los hombres; Vazista, el fuego considerado como relámpago en las nubes; Urnazista, el fuego como principio vital en las plantas y Spanishta, el fuego sagrado encendido en el Paraíso, en la Gloria Eterna.
Los templos del fuego más importantes eran Adhar Farn-Bag en Karyan en la región de Fars, Adhar Gushn-Asp en Shiz en Adharbayán y Adhar Burzim-Mehr en el monte Revand en Jorasán. Se piensa que están relacionado con los tres niveles de clases sociales entre los persas: sacerdotes, nobles guerreros y agricultores.
Por otra parte la haoma, planta que crece en las montañas de Irán, usada en rituales sagrados de adoración del fuego, era molida con un mortero en las plegarias del amanecer y filtrada y bebida con leche en el ritual de Yasna. De ella se habló en los siguientes términos: "¡Haoma, de flores doradas, que crece en las alturas, bebida que nos repone y ahuyenta la muerte!".
En el último apocalipsis zoroástrico Arda Viraf Namag ingirió el mey o mang, un vino hecho con haoma, una bebida potencialmente letal para acceder al inframundo y comprobar que los pecadores fueran castigados. Tras siete día en estado de coma, se despertó en uno de los templos del fuego como si regresara de un sueño feliz y reparador y contó a los sacerdotes su visión.

### Mitología hindú

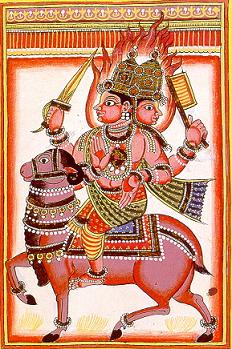
Dibujo de Agni, dedidad del fuego en la mitología hindú.

Los pueblos de la antigua India no consideraron importante el registrar su historia en orden cronológico. Vivían con sencillez en un clima que deshacía con rapidez cualquier objeto hecho por los hombres y quemaban a sus difuntos, de modo que apenas dejaban rastro histórico alguno. En consecuencia, cabe especular sobre la antigua historia de su civilización y mitología, esta última muy compleja.
La mitología hindú creció hasta ser algo más que una colección de relatos; proporcionó un sistema de creencias que dieron lugar a las bases de la religión hindú, contribuyendo además a formar las religiones jainista y budista. En ella, los dioses eran seres que nacían y morían tal como los seres humanos.
En el marco del hinduismo, Agni (del vocablo sánscrito agní, fuego) es la deidad de este elemento. Junto con Indra y Surya conforman la trinidad védica, una trinidad luego reemplazada por la de Brahma, Vishnu y Shiva. Agnídev, como también se lo conocía, era hijo de la diosa Prithivi, la Tierra, y del dios Diaus Pitar (en sánscrito, dios padre). Una de las tareas de Agni era la de ser mensajero entre los dioses y los mortales. Protegía, según las tradiciones, a los hombres y a sus hogares por igual. En su cabeza tenía un millón de ojos. También era el dios de la tierra y la sabiduría, y entre sus tareas se contaba el ser mensajero entre los dioses y los hombres.
Se lo representaba con dos cabezas, sugiriendo los aspectos benéficos y destructivos del fuego, ojos y una cabellera negra y tres piernas y siete pares de brazos. De su cuerpo emanaban siete rayos de luz. Su medio de transporte es un macho cabrío, o una cuadriga tirada por cabras (o más raramente por loros).
En los templos hindúes todavía se sigue utilizando el sagrado taladro Agní manthana para generar fuego por fricción, herramienta que simboliza el milagroso nacimiento diario de Agní.
Existían tres tipos de "fuego de Agní" entre los hindúes: Gārhapatia, Āhavanīia y Dakshina. Estos tres se relacionaban con la digestión, la salud y el corazón.
Igualmente la figura del Nataraja muestra al dios Shiva dentro de un círculo de llamas. El círculo de llamas representa al fuego cósmico que utiliza Shiva para "destruir" al universo, como parte del ciclo de creación y destrucción de la cosmología hindú.

### Mitología china
Los mitos de la antigua China surgieron de la tradición oral y se conservaron en los textos clásicos durante la Edad de los Filósofos, con la llegada de la literatura. Los antiguos escritores chinos introdujeron pasajes fragmentarios de la narrativa mística en sus obras para ilustrar sus temas y dar autoridad a sus afirmaciones.
La mitología china es una colección amorfa, difusa, de relatos cortos, aislados y de carácter enigmático. Incluidos en textos clásicos diversos, estos fragmentos míticos parecen no coincidir, ya que algunos autores los han adaptado a su propio punto de vista.
En cuanto a la adoración del fuego, no disociada de la adoración al Sol, existen varios mitos acerca de él. Uno de ellos habla sobre una enorme sequía que asoló China durante el reinado de Tang, el mítico fundador de la dinastía de los Shang. Como la gente moría de hambre, éste decidió ofrecerse en sacrificio a Dios para parar el supuesto castigo a la humanidad que representaba aquella sequía que, según algunos autores duró cinco años, y según otros, siete. Se tumbó sobre la pira y encendió una pira, pero cuando éste lo iba a alcanzar, los cielos se abrieron y cayó sobre él una gran lluvia. De todos modos, otro fragmento de este mismo mito habla de una mujer delgada llamada Nü Chang, quien se expuso en la cima de una montaña vestida de verde, representando claramente al agua y la regeneración vegetal. Cuando el Sol salió, la golpeó sin piedad y ella murió al acto, volviéndose su cuerpo divino.
Otro de los mitos tiene por objeto relatar un incendio que tomó lugar en el mundo entero. Una de sus varias versiones sostiene que se debió a un colapso del cosmos, reparado por la diosa Nü Gua, quien conforma el arquetipo del orden en esta vasta mitología. Otra de ellas se centra en el incendio en sí y presenta la intervención del dios, cazador y arquero Yi. En el relato, diez soles aparecieron dispuestos a destruir la faz de la Tierra. Esta deidad se apiadó del mundo y Di Jun, un dios celestial, le otorgó un arco mágico de color rojo y flechas con cuerdas de seda para hacer caer a los diez soles. él juró que si no lo hacía bien, se cortaría los pulgares y se ocultaría bajo tierra. Después de pasado un tiempo, logró derribar nueve soles, mas uno quedaba allí todavía, por lo que apuntó su flecha y disparó, y errando su tiro. Hizo lo que anteriormente había prometido, dando así origen al topo. Según otra versión del mito, fue el gobernador Yao quien le pidió que destruyera a los soles, además de rogarle que atacara a seis monstruos que atacaban la región.
En los relatos chinos se habla además de las fuerzas yin y yang,  femenina y masculina respectivamente. Cada una tiene propiedades opuestas y le corresponden a su vez elementos complementarios y opuestos, como lo son el agua y el fuego. este último, según los chinos, es una energía de acción y calor. Todos los seres vivos, de acuerdo con las enseñanzas del Feng-shui, poseen estas dos energías que lo complementan y lo regulan.

### Mitología africana
La mitología de África es única e impresionante por su gran diversidad. Aunque muchos pueblos comparten un lenguaje común y viven en proximidad geográfica, las creencias locales presentan muchas variaciones. Sin duda, hay temas comunes, personajes y dioses que reaparecenen las mitologías de todo el continente, pero las culturas individuales suelen tener sus propios esquemas de creencia y costumbres.
Según los mitos de Sudán, el dios Ture fue el encargado de hacer que el fuego llegue a los hombres. El relato indica que robó el fuego de sus tíos, dioses herreros tres veces y luego hizo que se incendiara el mundo, para que la humanidad no carezca de él.
Las creencias de la República Democrática del Congo especifican que un hombre llamado Motu, quien se encargaba de plantar bananas, un día sufrió un robo. Como éste sucedía todas las noches, decidió atrapar al culpable. Pasado un tiempo, descubrió a un grupo de "gente de las nubes" que estaba cortando bananas para llevárselas. Entonces, capturó a una mujer de las nubes y tras un tiempo, se casó con ella. Hasta ese momento, la gente no conocía el fuego, por lo que comía su alimento crudo y pasaba frío cuando llovía o soplaba el viento. Por lo tanto, la mujer de las nubes enseñó a la gente de la tribu a encender fuego, a cocinar y a utilizarlo correctamente. Pasado un tiempo, la gente de las nubes comenzó a asentarse en la tribu y estos dos mundos, a unificarse. Esta paz fue sólo alterada cuando la esposa de Motu llevó una canasta a su casa y le dijo que no la abra, ya que si lo hacía, su gente se vería obligada a volver al cielo y no regresar jamás. Luego de varios meses, Motu no aguantó la curiosidad y abrió la caja prohibida, que no contenía nada. Al enterarse, la gente de las nubes abandonó el mundo para siempre, y según este mito, esa es la causa de que los cielos y la Tierra se enuentren separados y el origen del fuego.
Un mito de Angola relata las aventuras de un héroe llamado Nambalisita, en una época en la que el cielo y la Tierra estaban muy distantes entre sí. Fue un período en el cual el mal imperaba y la gente sufría de plagas y maldiciones. En este clima, Nambalisita, el primer hombre, el nacido de un huevo, desafió a Kalunga, creador de todos los demás hombres que habitaban el mundo. Este último encerró al primero en un cuarto, pero el héroe llamó a varios animales, quienes lo liberaron y llenaron la habitación de calabazas. Cuando Kalunga prendió fuego al cuarto, las calabazas estallaron, y pensó que su enemigo estaba muerto. Las chispas saltaron y toda la región se llenó de fuego, lo que hizo que llegara a todas partes del mundo.
Los relatos de Madagascar cuentan las hazañas de Iboniamasiboniamanoro. Su madre, Rasoabemanana era una mujer infértil, por lo que fue a ver a un brujo, Rakombe para que le indicara a mejor manera de concebir un hijo. Se elevó a los cielos, y un saltamontes que la ayudó a encontrar un talismán de fertilidad, a petición del hechicero. Luego, él predijo el destino de niño, y el saltamontes de fuego entró en el vientre de la mujer pasando por su cabeza, quedándose allí por diez años. Después, el héroe hizo que su madre viajara por el mundo, en busca del lugar ideal para nacer, una granja. Le pidió a su madre que se trague una hoja de afeitar y cortó la salida al vientre, además de elegir su nombre él mismo sin la ayuda de nadie. Permaneció habitando en el fuego durante muchos años, hasta que quiso casarse. Para hacerlo, debió enfrentarse con mucha gente y superar varios obstáculos, hasta que al final hizo de Iampelamananoro su esposa. Tres años antes de morir, hizo su testamento: que nadie alterase los lazos sagrados del matrimonio, so pena de muerte. Y luego de esto murió, siendo considerado el hombre que trajo el fuego al mundo.

### Mitología americana

#### MitologíasTarasca,mayaymexica
En la mitología tarasca Curicaueri el dios de fuego (el gran fuego): Dios del fuego. Se le considera la deidad más antigua del imperio tarasco. Es el principal de los dioses de mitología Tarasca la los pueblos purépechas descendientes de los tarascos siguen celebrando el fuego nuevo el día 2 de febrero.

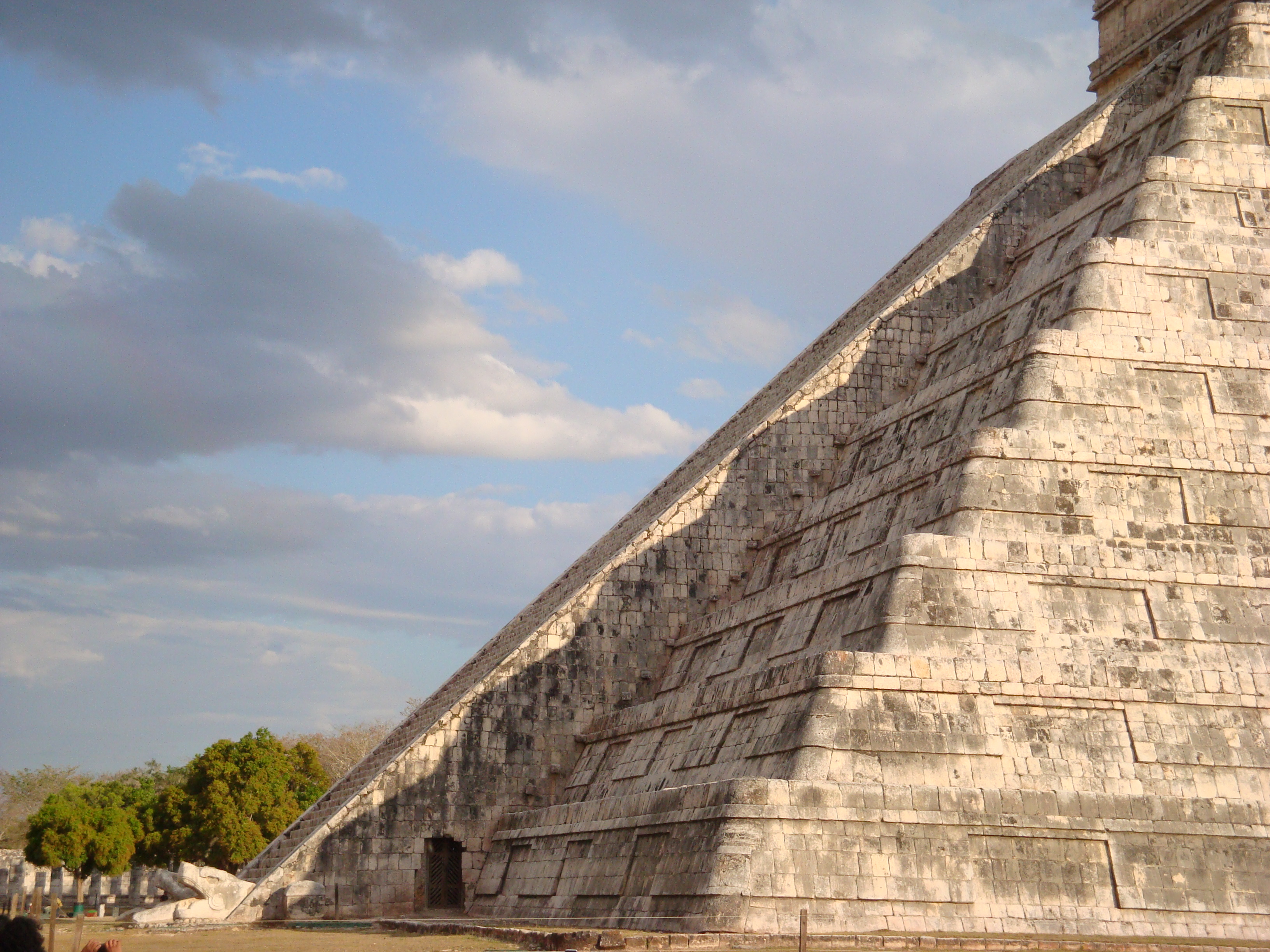
En la pirámide de Chichén Itzá existe una representación de la serpiente emplumada del fuego.

Como en el conjunto de las sociedades mesoamericanas, la religión ocupó un lugar central dentro de la cultura maya e incidió en cada uno de los aspectos de su cotidianeidad, desde las actividades productivas en el campo hasta sus expresiones artísticas y lúdicas. En términos estrictos, la religión maya se basaba en tres pilares fundamentales: el politeísmo; el naturalismo y el dualismo.
La Ceremonia del Fuego Nuevo fue quizá la mayor celebración entre los pueblos nahuas. La importancia de la ceremonia radica en que representaba la búsqueda del equilibrio y orden del universo, ellos se sentían en armonía y colaboraban para mantener ese orden. Dentro de su cosmovisión la creación del Sol era representado a través de esta ceremonia, la renovación del compromiso al final de una era mantenía la continuidad del movimiento solar y por ende del tiempo, el pacto celebrado por los dioses para dar vida a este mundo lo reafirmaban los hombres. Era intrínseco el conocimiento astronómico, este se basaba en la posición opuesta al primer paso del Sol por el cenit.
En la mitología maya existieron distintos órdenes de dioses, que correspondían a su función en la comunidad de deidades. Luego de los creadores del Universo, en segundo orden, aparece la figura de Kukulkán, versión maya del dios mexica Quetzacóatl, la serpiente emplumada. Representaba al dios del viento, Ehécatl, y fue asimilado tras su contacto con las culturas del Altiplano central de México. La llegada de este dios al panteón maya resultó ser ciertamente tardía, aunque rápidamente fue incorporado y utilizado por diferentes gobernantes para legitimar su poder. También, más tarde, se le dio categoría de dios creador, con el nombre de Gucumatz. Formaba una triada con Hurakan y Tepeu, dioses del fuego y el cielo respectivamente. De todas maneras, los tres se relacionaban mucho con los elementos antes citados y con la creación del mundo.
Por otra parte, la serpiente emplumada, representante del fuego se repetía constantemente en las creaciones de los mayas. Decoraban templos, palacios y canchas de juego de pelota con su imagen. Su presencia en estos lugares, según diversos especialistas, tenían por objetivo recordar al vulgo la existencia de estas figuras.
Según una leyenda, al término de la creación Kukulkán reveló la existencia del Cacao a los mayas, quienes lo utilizaron como moneda local pues era un alimento muy apreciado.[cita requerida]
En la mitología mexica, la figura de la serpiente emplumada, representada como Quetzacóatl tenía mucha relación con el fuego. Era una deidad protectora, benéfica, que había gobernado el mundo en la segunda era, que acabó cuando el mundo fue devastado por huracanes fortísimos y los hombres fueron convertidos en monos.
Luego de la sucesión de otras eras, el mundo seguía siendo imperfecto, por lo que, según el mito, Tezcatlipoca y este dios se transformaron en grandes árboles y elevaron el cielo por encima de la tierra. Entonces, Quetzacóatl descendió al mundo inferior y recogió los huesos de las personas muertas en los cataclismos que dieron fin a cada era. La carne humana fue creada cuando esta materia fue molida y mezclada con la sangre penitencial de los dioses. Luego de esta "re-creación" de los hombres, ellos volvieron a hacer la luz. El dios Nanahuatzin se lanzó a un fuego y mágicamente se transformó en el Sol naciente. Cuando se quedó inmóvil, los otros dioses dieron su sangre para darle la energía necesaria para continuar su recorrido por el cielo.
Sin embargo, la figura de Quetzacóatl no siempre fue un dios. Si bien existen imágenes suyas en su templo en Teotihuacán, durante épocas posteriores se lo confundió con una figura histórica llamada Ce Acatl Topiltzin Quetzacóatl, jefe de los toltecas de Tula.

#### Mitología amazónica
En la mitología amazónica, es decir, la de Brasil, existe un mito referente al origen del fuego que cuéntalas aventuras de un adolescente llamado Botoque, quien fue abandonado por su cuñado mayor mientras recogían huevos de guacamayo en la jungla.
Durante el tiempo que permaneció perdido, Botoque conoció del jaguar, con quien trabó amistad y salieron juntos a cazar. El jaguar y su mujer eran los únicos que poseían fuego en el mundo. Esta última era particularmente hostil con el muchacho, por lo que éste la mató, cogió algunas brasas y partió para su hogar. Los hombres de la tribu, al ver los magníficos regalos que Botoque traía, asaltaron la casa del jaguar y la despojaron de todo objeto de valor. Enfurecido por la acción del chico, ahora el jaguar come su comida cruda mientras los hombres la comen cocida.
Según Nicholas Saunders, el mito revela el origen de la civilización y el aspecto "animal" del fuego, quien en cierta medida es dador de la vida, pero también destructor. También se visualiza en él una transmutación, tema bastante común en la mitología de esta zona.

#### Mitología guaraní

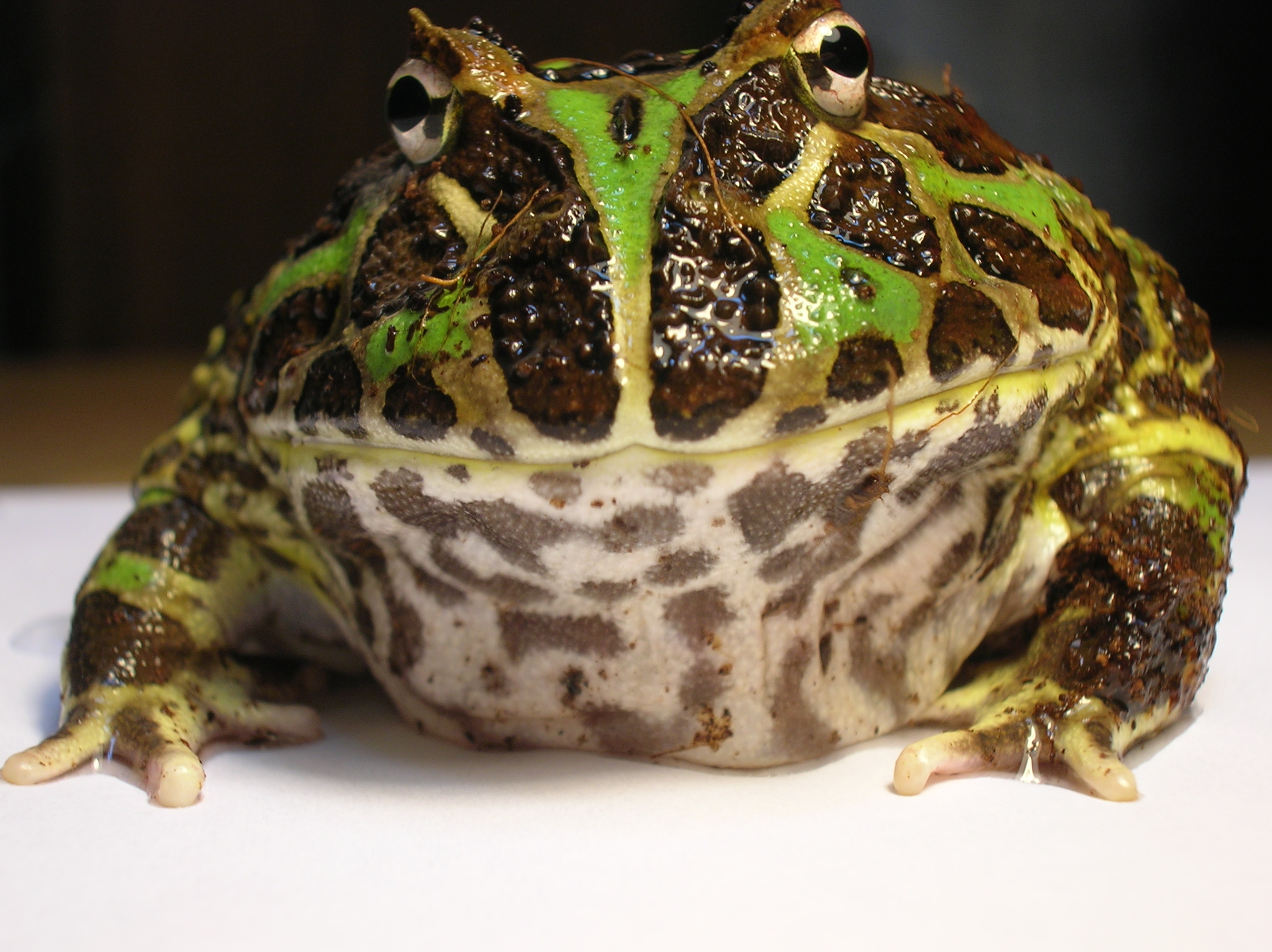
El sapo es un animal considerado como sabio en la mitología guaraní.

En la mitología guaraní, es decir, la que corresponde a una de las tribus aborígenes más importantes de Sudamérica, existe un mito sobre el origen del fuego, que habla además del origen del color ceniciento del plumaje del yerutí y de los motivos por los cuales los sapos de cualquier especie inflan su cuerpo ante la amenaza de peligro.
Según este mito, en un principio los hombres carecían del fuego, por lo que comían la carne cruda y pasaban frío, pero un día un colibrí les avisó que los urubú sí lo poseían, por lo que el yerutí fue enviado para encontrarlo. Pese a que trató de agarrar algunas brasas, se quemó totalmente y tuvo que tirarse a un río, y por esa razón su plumaje, antes tan colorido, es gris en nuestros días. Un tiempo más tarde, fue enviado el sapo, quien se hizo el muerto para despistar a los urubú. Ellos cayeron en su trampa, por lo que cuando encendieron una hoguera, él guardó en su vientre algunas llamas y aire para conservarlas bien. Cuando llegó a la tribu, les otorgó ese regalo. Cuando los niños molestan al sapo, éste se hincha para recordarles que fue él quien trajo el fuego y que merece respeto.